# Jadranska ulica, Ljubljana
Jadranska ulica je ena izmed ulic v Ljubljani; poimenovana je po Jadranu.

## Zgodovina
Leta 1933 so po Jadranu poimenovali novo ulico.
Leta 1937 so podaljšali ulico na področje novoinkorporirane Občine Vič.

## Urbanizem
Ulica poteka od križišča s Tržaško cesto in Šestovo ulico do križišča s Mencingerjevo in Vipavsko ulico.
Na ulico se (od severa proti jugu) povezujejo: Vidmarjeva, Vrhovnikova (do nje teče stranski krak) in Jamova cesta.
Ob ulici se nahaja Fakulteta za matematiko in fiziko v Ljubljani, Institut "Jožef Stefan" 
...

## Javni potniški promet
Po Jadranski ulici potekajo trase mestnih avtobusnih linij št.  1, 1B in 1D. Na vsej cesti je eno postajališče mestnega potniškega prometa.

### Postajališče MPP
| postajališče     | št. linije |
| ---------------- | ---------- |
| 603012 Jadranska | 1, 1B, 1D  |

| postajališče     | št. linije |
| ---------------- | ---------- |
| 603011 Jadranska | 1, 1B, 1D  |